# Проспер Бруґґеман
Проспер Бруґґеман (14 березня 1870 — 6 березня 1939) — бельгійський академічний веслувальник.
Срібний призер Олімпійських Ігор 1900 року в складі вісімки.
Чемпіон Європи 1898 (вісімки), 1899 (парні двійки), 1899 (вісімки), 1900 (розпашні четвірки зі стерновим), 1900, 1902 років у складі вісімки, срібний призер 1896 (вісімки), 1900 (парні двійки) років, бронзовий призер 1894 (вісімки), 1902 (розпашні четвірки зі стерновим) років.